# Phyllanthus bolivianus
Phyllanthus bolivianus är en emblikaväxtart som beskrevs av Ferdinand Albin Pax och Käthe Hoffmann.
Phyllanthus bolivianus ingår i släktet Phyllanthus och familjen emblikaväxter. Artens utbredningsområde är Bolivia. Inga underarter finns listade i Catalogue of Life.